# Rio Baça
O rio Baça é um curso de água em Portugal que nasce perto do Vimeiro, no concelho de Alcobaça. Em Alcobaça, junta-se ao rio Alcoa, para formar o rio Alcobaça.
Em 2005 foi adjudicada a obra que prevê a despoluição do rio com a criação de um emissário que levará os efluentes domésticos que, até aqui, eram despejados directamente no rio, para a ETAR de Alcobaça.